# 市丸利之助
市丸 利之助（いちまる りのすけ、1891年（明治24年）9月20日 - 1945年（昭和20年）3月26日）は、日本の海軍軍人で、日本海軍の航空草創期のパイロットである。硫黄島の戦いで戦死。最終階級は海軍中将（戦死による特進）。佐賀県東松浦郡久里村（現・唐津市）出身。

## 経歴
佐賀県東松浦郡久里村（現・唐津市）出身。旧制唐津中学校を卒業後、海軍兵学校および陸軍士官学校（第25期）を受験し、双方に合格している。1910年（明治43年）に海軍兵学校第41期に入校し、1913年（大正2年）に118名中46位の成績で卒業した。1917年（大正6年）12月、第3期航空術学生（飛行学生の前身）となり、1918年（大正7年）12月に卒業し、パイロットの資格を習得。
1926年（大正15年）7月、訓練飛行中に操縦索が切れ、搭乗機が墜落し右大腿骨、頭蓋骨、顔面を骨折するという瀕死の重症を負った。再手術を行うなどして、 療養生活は3年近くに及んだ。復帰後、予科練設立委員長となり、次いで初代部長として教育にあたる。市丸の指導は教育学的にも評価され、市丸は予科練育ての親といわれる。空母「加賀」副長、鎮海海軍航空隊司令を経て、1936年（昭和11年）12月、海軍大佐に進級。
鈴鹿海軍航空隊司令在任時の1941年（昭和16年）12月、真珠湾攻撃により太平洋戦争を迎えた。1942年（昭和17年）5月、海軍少将に進級。同年9月、第二十一航空戦隊司令官に着任し、南方戦線で指揮を執り、次いで第十三連合航空隊司令官として内地防空にあたる。1944年（昭和19年）に第二十七航空戦隊司令官として硫黄島に赴任し、翌年の硫黄島の戦いで戦死。市丸の詳しい戦死の状況は明確ではない。
アメリカ大統領・フランクリン・ルーズベルトに宛てた手紙（「ルーズベルトニ与フル書」）を残し戦後有名となる。手紙はアナポリス博物館に保管されている。なお市丸は同期生で自決した草刈英治とは親友の間柄であった。
なお､市丸には3人の娘がいる。

## 戦死状況
1945年3月26日未明、日本軍硫黄島守備隊は最後の組織的反攻を行い、栗林忠道陸軍中将、市丸海軍少将以下、数百名の残存部隊がアメリカ軍陣地へ総攻撃をかけた。
市丸少将は遺書としてアメリカ大統領フランクリン・ルーズベルトに宛てた『ルーズベルトニ与フル書』をしたため、これをハワイ生まれの日系二世三上弘文兵曹に英訳させ日本語、英語各一通を作りアメリカ軍が将校の遺体を検査することを見越してこれを村上治重大尉に渡した。村上大尉は最後の突撃の際にこれを懐中に抱いて出撃し戦死。『ルーズベルトニ与フル書』は目論見どおりアメリカ軍の手に渡り、7月11日、アメリカで新聞に掲載された。それは日米戦争の責任の一端をアメリカにあるとし、ファシズムの打倒を掲げる連合国の大義名分の矛盾を突くものであった。「卿等ノ善戦ニヨリ、克（よ）ク「ヒットラー」総統ヲ仆（たお）スヲ得ルトスルモ、如何ニシテ「スターリン」ヲ首領トスル「ソビエットロシヤ」ト協調セントスルヤ。」（ルーズベルトは4月12日に死去したため、『ルーズベルトニ与フル書』は本人は目にしていないとみられる。）
なお、公式な戦死日は訣別の電報が打電された3月17日とされている。市丸の最期を確認した者はおらず、遺体も発見されていない。
当時硫黄島参謀として父島に在勤していた堀江芳孝元陸軍少佐が、生還者から聞いた話によると、市丸は上記のように栗林中将らとともに3月26日の総攻撃に参加したが、途中で本隊と離れ、陸軍通信隊の軍曹と2人で米軍のトラックの中に潜入し、その後は海軍残存部隊を集めてさらに抵抗を続けたという。
市丸が所有していた刀を米兵が拾い、ニュージャージー州の骨董店に並べられていたが、市丸の遺品であることが判明しNHKのテレビ番組を通じ遺族の元へ戻っている。

## 人物
性格は寡黙謹厳で、詩・短歌・俳句を趣味としていた。十三空司令時代は地上指揮官の立場ながら重慶爆撃に同乗する事しばしばで、決して指揮官機には乗らず編隊後方外側の最も撃墜されやすい機体に飄然と乗り込んだという。また元硫黄島参謀の堀江芳孝によると、陸海軍の会議においては特別の場合以外には発言せず、最後にイエスかノーだけを述べた。平常の勤務時も参謀たちに話をさせることが多く、本人はあまり発言しなかったが、決して不愛想な人物ではなかったという。陸海軍の兵力配備についての会議の際、堀江が各地区隊に海軍を平等に分配して各地区隊長の指揮下に入れることを提案すると、いつも黙っていた市丸が、「海軍には海軍の習慣があり、死なばもろともの見地から、王名山から南波止場付近にまとめて戦闘させて下さい」と発言した。堀江は市丸の発言にきわめて鋭い人間愛がこめられていることを感じ取り、沈黙するしかなかったという。栗林中将も市丸の要望を受け入れ、海軍部隊は南地区隊と東地区隊の中間地区に集結することになった。

## 年譜
- 1891年（明治24年）9月20日 - 佐賀県東松浦郡久里村柏崎に生まれる
- 1910年（明治43年）3月31日 - 旧制唐津中学校第10期卒業
  - 9月12日 - 海軍兵学校第41期入校
- 1913年（大正2年）12月19日- 海軍兵学校卒業
- 1917年（大正6年）12月 - 第3期航空術学生
- 1918年（大正6年）12月 - 航空術学生卒業
- 1925年（大正14年）12月 - 海軍少佐
- 1926年（大正15年）7月 - 搭乗機の墜落事故
- 1929年（昭和4年） - 予科練設立委員長
- 1930年（昭和5年） - 予科練初代部長
- 1935年（昭和10年）5月 - 空母「加賀」副長
- 1936年（昭和11年）10月 - 鎮海空司令
  - 12月 - 海軍大佐
- 1937年（昭和12年）11月 - 横浜空司令
- 1938年（昭和13年）12月 - 横須賀鎮守府付き
- 1939年（昭和14年）4月 - 父島空司令
  - 11月 - 第13空司令
- 1940年（昭和16年）11月 - 鈴鹿空司令
- 1942年（昭和17年）5月 - 海軍少将
  - 8月 - 南西方面艦隊司令部付
  - 9月 - 第21航空戦隊司令官
- 1943年（昭和18年） - 軍令部付
  - 11月 - 第13連合航空隊司令官
- 1944年（昭和19年）8月 - 第27航空戦隊司令官。硫黄島に着任
- 1945年（昭和20年）2月19日 - 米軍硫黄島に上陸開始
  - 3月17日 - 海軍中将
  - 3月26日 - 戦死したと推定される。

## 関連書籍
- 『市丸利之助歌集』（市丸晴子編、出門堂、2006年） ISBN 4903157024
市丸は和歌に通じており、長女晴子によって遺品から編まれた。
- 平川祐弘 『米国大統領への手紙　市丸利之助伝』 ISBN 4903157032
新版[7]（肥前佐賀文庫（一）出門堂、2006年）
- 梯久美子『硫黄島 栗林中将の最期』（文春文庫、2015年）- 第4章に「文人将軍　市丸利之助小伝」収録

## 市丸の登場する作品
テレビ
- 『硫黄島〜戦場の郵便配達〜』（出演：藤竜也、2006年）

映画
- 『硫黄島からの手紙』（出演：長土居政史、2006年）